# Bandera de Corçà
La bandera oficial de Corçà té la següent descripció:
| « | Bandera apaïsada, de proporcions dos d'alt per tres de llarg, groga, amb el cor vermell de l'escut, d'alçària 1/2 de la del drap i amplària 2/5 de la llargària del mateix drap, centrat a 1/6 de la vora de l'asta, i amb un pal, de gruix 5/18 de la llargària del drap, bicolor horitzontal blanc i groc, la meitat superior amb una creu plena vermella d'arbre i braços de gruix 1/18 de la llargària del drap i la meitat inferior amb 4 faixes vermelles. | » |

## Història
Fou aprovada per la Generalitat el 14 de maig de 2015 i publicada al DOGC el 21 de maig amb el número 6876.